# ハパ・ドッグ
ハパ・ドッグ（英：Hapa Dog）とは、中国原産の古い愛玩用犬種である。犬種名の英字スペルはHa-Pa Dogとつづられる事もある。中国名は哈吧狗（ハ-パ-コウ）で、その犬種名は「小型の愛玩犬」を意味している。また、パグやペキニーズ等とは血統的なかかわりがある。

## 歴史
生い立ちや歴史についてはほとんど分かっていない。古代愛玩犬種の一つで、パグやペキニーズ、チベタン・スパニエルとは親せき関係にある。一説によるとハパ・ドッグはこの3犬種の先祖であるともいわれているが、これらとは兄弟種関係にあるという説や中間種であるという説も唱えられている。しかし、近年の調査によりハパ・ドッグはローツ（low-tsu、パグの二代前の先祖の犬種）と兄弟種で、後にローツはオールド・パグ（パグの先祖）へ、ハパ・ドッグはペキニーズになったとされる別の仮説も導き出された。尚、この説でもティベタン・スパニエルはもともとペキニーズと同系の犬種であるため、ハパ・ドッグとは親せき関係を持っていることに変わりはない。だが、これに異議を唱える専門家も多くいるため、決定した定説にはなっていない。ハパ・ドッグが何故長毛のペキニーズ及びチベタン・スパニエルに変化したかの調査がまだ徹底されていない事などがその要因の一つである。いかなる説であってもこの4犬種が親せき犬種であるという事は判明しているものの、今後更なる研究・調査が行われるかどうかは2000年の時点ではよくわかっていない。
もともと希少な愛玩犬種で、身分の高い人のペットとして飼育されていた。時代を経ると共に希少化が進み、第二次世界大戦の戦禍や中国政府が出した飼い犬撲殺令などにより頭数が減少し、20世紀初頭ごろに絶滅してしまった。しかし、中国やその周辺国では今もハパ・ドッグの血を引く犬が生存している。近年では1991年にネパールでハパ・ドッグの血を強く引く犬が発見されている。
純血の本種はもう存在しないが、剥製はイギリスのトリング動物博物館に展示されていて、今でもその姿を見る事が出来る。又、パグの昔の姿を復元する試みで作出されたアメリカン・ロージー・パグはローツとハパ・ドッグの姿をモデルにして作られたものである。

## 特徴

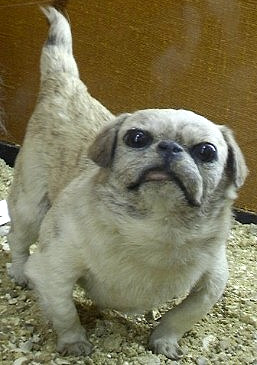
ハパ・ドッグの剥製。トリング動物博物館収蔵。

トリング動物博物館に収蔵されている剥製と資料をもとに容姿を描写すると、脚や首はかなり短く、がに股で頭部は体にわりに大きい。目は大きめでマズルはつぶれ気味で短い。耳は大きな三角形の垂れ耳で、尾は垂れ尾である。コートはショートコートで、毛色はイエローがかったグレーなど。体高22 - 25cm、体重2 - 4kgの小型犬で、性格は大人しく従順であったといわれている。

## 参考
『デズモンド・モリスの犬種事典』デズモンド・モリス著書、福山英也、大木卓訳 誠文堂新光社、2007年